# Skoleskyderiet i Kauhajoki
Skoleskyderiet i Kauhajoki var en skudepisode, der fandt sted den 23. september 2008 på en erhvervsskole i Kauhajoki, Södra Österbottens landskap, Vestfinlands len, Finland.
Episoden indtraf mellem 10.15 og 11.15 om formiddagen, ved at den 22-årige studerende Matti Juhani Saari skød og dræbte 9 studerende og en lærer, på skolen. Gerningsmanden forsøgte derefter at begå selvmord ved at skyde sig selv i hovedet. Dette mislykkedes dog, og manden blev hårdt såret kørt til centralsygehuset i Tammerfors. Her døde han dog kort efter af sine kvæstelser, hvilket bringer det totale antal omkomne op på 11 menesker.
Gerningsmanden antændte flere brande på skolen under skyderiet, som efterfølgende blev slukket af brandfolkene.
Det var mindre end tolv måneder efter skuddramaet på Jokelaskolen og var det tredje skoleskyderi i Finlands historie. Det første fandt sted i 1989 i Rauma, hvor to personer blev dræbt.

## Ofrene
Det finske politi har meddelt, at 11 personer er omkommet, inklusive morderen selv, der begik selvmord, og bekræftet, at den ene af dem var en mandlig lærer. Blandt ofrene var to mandspersoner, mens resten var kvinder.
Ligene er foreløbigt identificeret, men dødsårsagen og identiteten skal bekræftes af Retsmedicinsk Institut ved Helsingfors Universitet. Identificeringen af enkelte ofre forværres af de svære forbrændinger, som de har været påført.